# Batteridäck

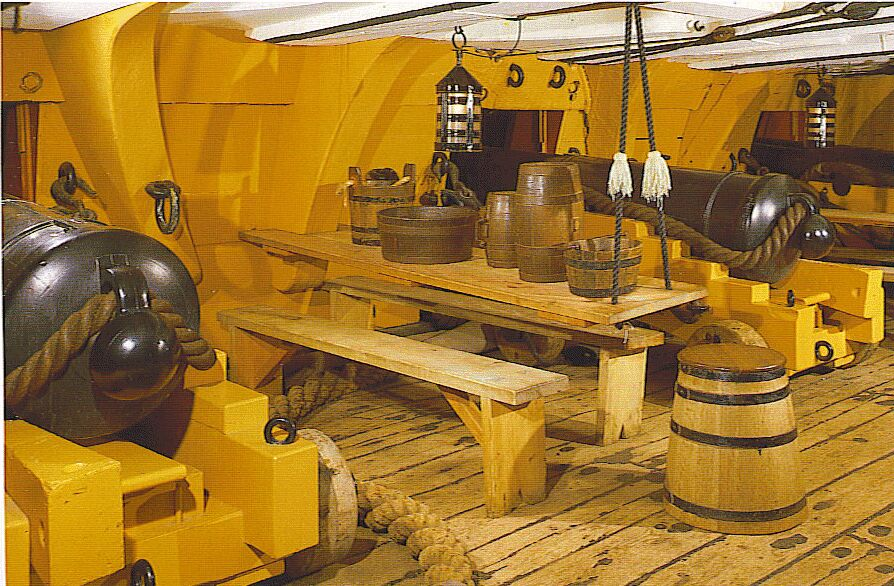
Batteridäck på HMS Victory.

Batteridäck är det genomgående däck på äldre örlogsfartyg där fartygets kanoner är uppställda och är placerat mellan trossdäcket och övre däck. Ett fartyg kan ha ett, två, tre eller i vissa sällsynta fall även fyra batteridäck och kallas i det första fallet endäcksskepp eller endäckare, i det andra tvådäcksskepp eller tvådäckare och i det tredje tredäcksskepp eller tredäckare. I det fjärde fallet fyrdäcksskepp eller fyrdäckare.